# Фракция КПРФ в Государственной думе II созыва
Фракция КПРФ в Государственной думе второго созыва — депутатское объединение КПРФ в Госдуме второго созыва.
На выборах 17 декабря 1995 года федеральный список КПРФ получил 22,30 % (15 432 963 голоса), что дало ей право на 99 мест в Думе. В одномандатных округах было избрано 58 кандидатов, выдвинутых КПРФ. К депутатам от КПРФ причислялся В. М. Зеленин, хотя он был выдвинут не партией, а избирателями.
16 января 1996 года фракция была зарегистрирована в составе 149 депутатов. Её председателем стал Г. А. Зюганов. 16 из 158 депутатов для укрепления союзников перешли в депутатскую группу «Народовластие» и Аграрную группу. Во фракцию КПРФ вошло 7 независимых депутатов: В. А. Агафонов, В. А. Ворогушин, В. Д. Гришин, Л. В. Коротков, Н. А. Останина, В. Р. Пашуто, Р. В. Чистоходова.
От имени фракции кандидатом в председатели Думы был выдвинут Г. Н. Селезнёв. Фракция получила должности одного заместителя председателя Думы, председателей 10 комитетов и Мандатной комиссии, и по одному заместителю председателя в остальных комитетах.

## Деятельность
По инициативе фракции 15 марта 1996 года Дума отменила постановление Верховного Совета РСФСР о денонсации союзного договора 1922 года.
10 августа 1996 года при тайном голосовании по кандидатуре председателя правительства Черномырдина около половины фракции проголосовало против его кандидатуры. Ранее фракция приняла решение, что депутаты от тех регионов, где Ельцин получил на выборах большинство, вправе проголосовать по своему усмотрению, так как «не могут не учитывать настроений избирателей».
15 декабря 1996 года фракция поддержала бюджет на 1997 года, выставив Правительству 11 условий:
- погашение до февраля 1997 года задолженности по зарплатам, пенсиям и пособиям;
- разрешение в первом квартале 1997 года кризиса неплатежей;
- представление в Думу до 25 декабря бюджета развития;
- установление государственного контроля за ценами на энергоносители и тарифами на железнодорожный транспорт;
- принятие мер по стимулированию товаропроизводителей;
- приведение показателей финансирования науки и образования в соответствие с требованиями законодательства;
- обеспечение выполнения программы жилищного строительства;
- введение государственной монополии на винно-водочную и табачную торговлю, а также стратегические ресурсы;
- финансировать в необходимом объеме армию, военную реформу, конверсию и бороться с преступностью;
- преобразование «Российской газеты» в официальную газету Федерального Собрания и Правительства, обеспечение телевизионной трансляции программы «Парламентский час»;
- требование вместе с депутатами Думы отстранения от должности руководителя Администрации Президента А. Чубайса и его окружения.

При невыполнении условий фракция «оставляла за собой право проголосовать против бюджета в последующих чтениях и поставить вопрос о недоверии Правительству и об организации актов гражданского неповиновения и протеста по всей территории страны». 15 декабря за принятие бюджета в первом чтении проголосовали 74 депутата фракции, против — 44.
20 декабря относительное большинство фракции поддержало проект бюджета во втором, а 28 декабря — в третьем чтении, снова напомнив о своих условиях. В четвёртом чтении 24 января 1997 года фракция выдвинула условием принятие законопроекта об управлении бюджетом развития, по которому 19 триллионов рублей должны быть переданы в совместное управление Правительства и Думы в лице её комитета по экономической политике (Ю. Д. Маслюков). 72 депутата фракции проголосовали за принятие бюджета, против — 32, воздержались — 13, 28 не голосовали.
В Парламентской ассамблее Совета Европы фракцию представляли 6 депутатов: Г. А. Зюганов, В. А. Купцов, Ю. Д. Маслюков, И. И. Мельников, Л. В. Олейник, В. Д. Филимонов. Все они входили в группу «Объединённые европейские левые».

## Список депутатов
1. Абраменков, Дмитрий Николаевич
2. Агафонов, Валентин Алексеевич
3. Апарина, Алевтина Викторовна
4. Арефьев, Николай Васильевич
5. Астраханкина, Татьяна Александровна
6. Белов, Юрий Павлович
7. Бенов, Геннадий Матвеевич
8. Бердникова, Нина Владимировна
9. Бердов, Геннадий Ильич
10. Биндюков, Николай Гаврилович
11. Бойко, Вячеслав Андреевич
12. Борисенко, Николай Иванович
13. Братищев, Игорь Михайлович
14. Бурлуцкий, Юрий Иванович
15. Варенников, Валентин Иванович
16. Волков, Владимир Николаевич
17. Ворогушин, Виктор Анатольевич
18. Воронин, Юрий Михайлович
19. Воронцова, Зоя Ивановна
20. Воротников, Валерий Павлович
21. Габидуллин, Ринат Гиндуллович
22. Газеев, Евгений Иванович
23. Гамза, Геннадий Ефимович
24. Ганеев, Мулланур Фахразиевич
25. Горячева, Светлана Петровна
26. Гостев, Руслан Георгиевич
27. Гришин, Василий Дмитриевич
28. Гришкевич, Олег Петрович
29. Гришуков, Владимир Витальевич
30. Громов, Владимир Павлович
31. Губенко, Николай Николаевич
32. Гудима, Тамара Михайловна
33. Гуськов, Юрий Александрович
34. Елисеев, Александр Игоревич
35. Зоркальцев, Виктор Ильич
36. Зотиков, Алексей Алексеевич
37. Зюганов, Геннадий Андреевич
38. Иванченко, Леонид Андреевич
39. Илюхин, Виктор Иванович
40. Ионов, Анатолий Васильевич
41. Казаковцев, Владимир Александрович
42. Калягин, Владимир Александрович
43. Канаев, Леонид Михайлович
44. Кибирев, Борис Григорьевич
45. Кныш, Валентин Филиппович
46. Кобылкин, Василий Фёдорович
47. Коломейцев, Николай Васильевич
48. Коровников, Александр Венидиктович
49. Коротков, Леонид Викторович
50. Корсаков, Николай Николаевич
51. Костерин, Евгений Алексеевич
52. Косых, Михаил Фёдорович
53. Кошева, Виолетта Константиновна
54. Кравец, Александр Алексеевич
55. Кругликов, Александр Леонидович
56. Куваев, Александр Александрович
57. Куевда, Григорий Андреевич
58. Кулешов, Олег Степанович
59. Куликов, Александр Дмитриевич
60. Кульбака, Нина Ивановна
61. Купцов, Валентин Александрович
62. Леончев, Владимир Александрович
63. Лукьянов, Анатолий Иванович
64. Лыжин, Юрий Васильевич
65. Макашов, Альберт Михайлович
66. Максимов, Евгений Васильевич
67. Маслюков, Юрий Дмитриевич
68. Мельников, Иван Иванович
69. Меремянин, Константин Георгиевич
70. Мещерин, Иван Васильевич
71. Минаков, Виктор Михайлович
72. Миронов, Олег Орестович
73. Митина, Дарья Александровна
74. Михайлов Александр Николаевич
75. Михайлов, Вячеслав Фёдорович
76. Никитин, Валентин Иванович
77. Никитин, Владимир Степанович
78. Никитчук, Иван Игнатьевич
79. Никифоренко, Юрий Васильевич
80. Олейник, Любовь Васильевна
81. Панин, Виктор Евгеньевич
82. Пашуто, Владимир Ростиславович
83. Петошин, Владимир Анатольевич
84. Петрик, Александр Григорьевич
85. Пешков, Виктор Петрович
86. Плетнёва, Тамара Васильевна
87. Подберёзкин, Алексей Иванович
88. Полдников, Юрий Иванович
89. Поморов, Александр Адрианович
90. Пономарёв, Александр Михайлович
91. Пономарёв, Алексей Алексеевич
92. Потапенко, Александр Фёдорович
93. Потапов, Сергей Александрович
94. Решульский, Сергей Николаевич
95. Романов, Валентин Степанович
96. Романов, Пётр Васильевич
97. Ромашкин, Виктор Васильевич
98. Савельев, Константин Сергеевич
99. Савельев, Николай Николаевич
100. Савицкая, Светлана Евгеньевна
101. Савчук, Вера Семёновна
102. Салий, Александр Иванович
103. Сальников, Виктор Иванович
104. Сапожников, Николай Иванович
105. Сафронов, Виталий Александрович
106. Севастьянов, Виталий Иванович
107. Севенард, Юрий Константинович
108. Селезнёв, Геннадий Николаевич
109. Семаго, Владимир Владимирович
110. Славный, Василий Дмитриевич
111. Сметанкин, Евгений Александрович
112. Сокол, Святослав Михайлович
113. Соколов Александр Сергеевич
114. Соколов, Вячеслав Константинович
115. Столярова, Насима Калимовна
116. Сурков, Михаил Семёнович
117. Сухарев, Сергей Владимирович
118. Таранцов, Михаил Александрович
119. Тарасов, Валерий Михайлович
120. Темиржанов, Владимир Хасанбиевич
121. Титов, Герман Степанович
122. Тихонов, Владимир Ильич
123. Топорков, Владимир Фёдорович
124. Тотиев, Сергей Александрович
125. Филимонов, Вадим Донатович
126. Фильшин, Михаил Владимирович
127. Хмыров, Василий Ильич
128. Ходырев, Геннадий Максимович
129. Цику, Казбек Асланбечевич
130. Чехоев, Анатолий Георгиевич
131. Чикин, Валентин Васильевич
132. Чуньков, Юрий Иванович
133. Шабанов, Александр Александрович
134. Шандыбин, Василий Иванович
135. Швец, Любовь Никитична
136. Шевелуха, Виктор Степанович
137. Шенкарев, Олег Александрович
138. Юрчик, Владислав Григорьевич
139. Якуш, Михаил Михайлович